# アリオ橋本
- セブン&アイ・ホールディングス
  - イトーヨーカ堂 > アリオ > アリオ橋本
  - セブン&アイ・クリエイトリンク > アリオ > アリオ橋本

アリオ橋本（アリオはしもと）は、神奈川県相模原市緑区に立地するセブン&アイ・ホールディングス傘下のセブン&アイ・クリエイトリンクが運営する大型ショッピングセンターである。

## 概要
閉鎖された日本金属工業相模原製造所跡地に建設された、相模原市内最大のショッピングモール。設計施工は大成建設。2010年（平成22年）9月15日にプレオープン、同年9月17日にグランドオープンした。アリオとしては9店舖目、核店舗のイトーヨーカドー単体では日本全国176店舖目で、神奈川県内31店舖目の店舗となる。なお、アリオ深谷は9月1日に食料品フロアのみがオープンしているが、こちらは元々イトーヨーカドーの入居していた既存SCのリニューアルであり、専門店部分は開店前であることから、セブン&アイ・ホールディングスおよびイトーヨーカ堂では橋本を9号店、深谷を10号店としている。
ショッピングセンターは核店舗のイトーヨーカドーと、136の専門店で構成される。橋本地区においてのイトーヨーカドーは線路を挟んだ反対側に2008年（平成20年）5月18日まで橋本店が存在したため、実質的な再出店・移転であった。
施設の特徴として、売り場の8割にあたる約13,000個の照明をLED照明として省電力化を図るとともに、太陽光発電パネルの設置、風力&太陽光発電付外灯の採用など、クリーンエネルギーの積極採用などによりCO2排出量の削減に努めた、環境に配慮した建築物となっている。
2016年には「未来に向けたリ・スタート」というコンセプトのもと、リニューアルを実施し、店舗数を従来の138店舗から146店舗に拡大し、全体の約60%の専門店を刷新。イトーヨーカドーの占有面積を縮小し、モールゾーンの面積を拡大した。

### 地域最大級の食のエリアを形成
2020年には開店10周年と『クレヨンしんちゃん』の新作映画の公開を記念しての期間限定で、屋上看板などを「サトーココノカドー」ブランドに変更。他の店舗ではイトーヨーカドー春日部店で実施されていた。

## テナント
出店テナント全店の一覧・詳細は下記の公式サイト「フロアガイド」を参照。